# Kirche Agia Triada (Larisi)

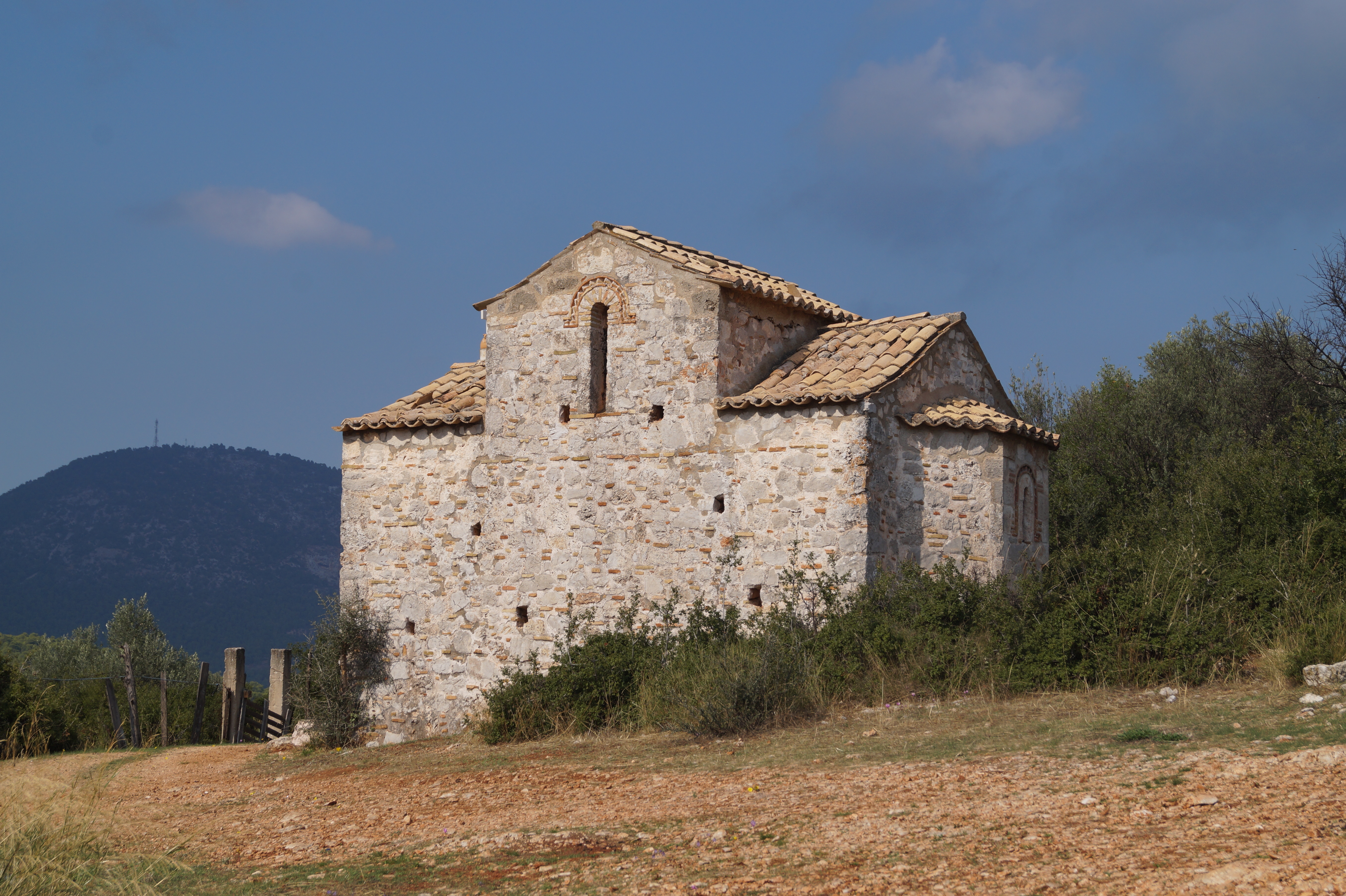
Blick von Südosten auf die Kirche

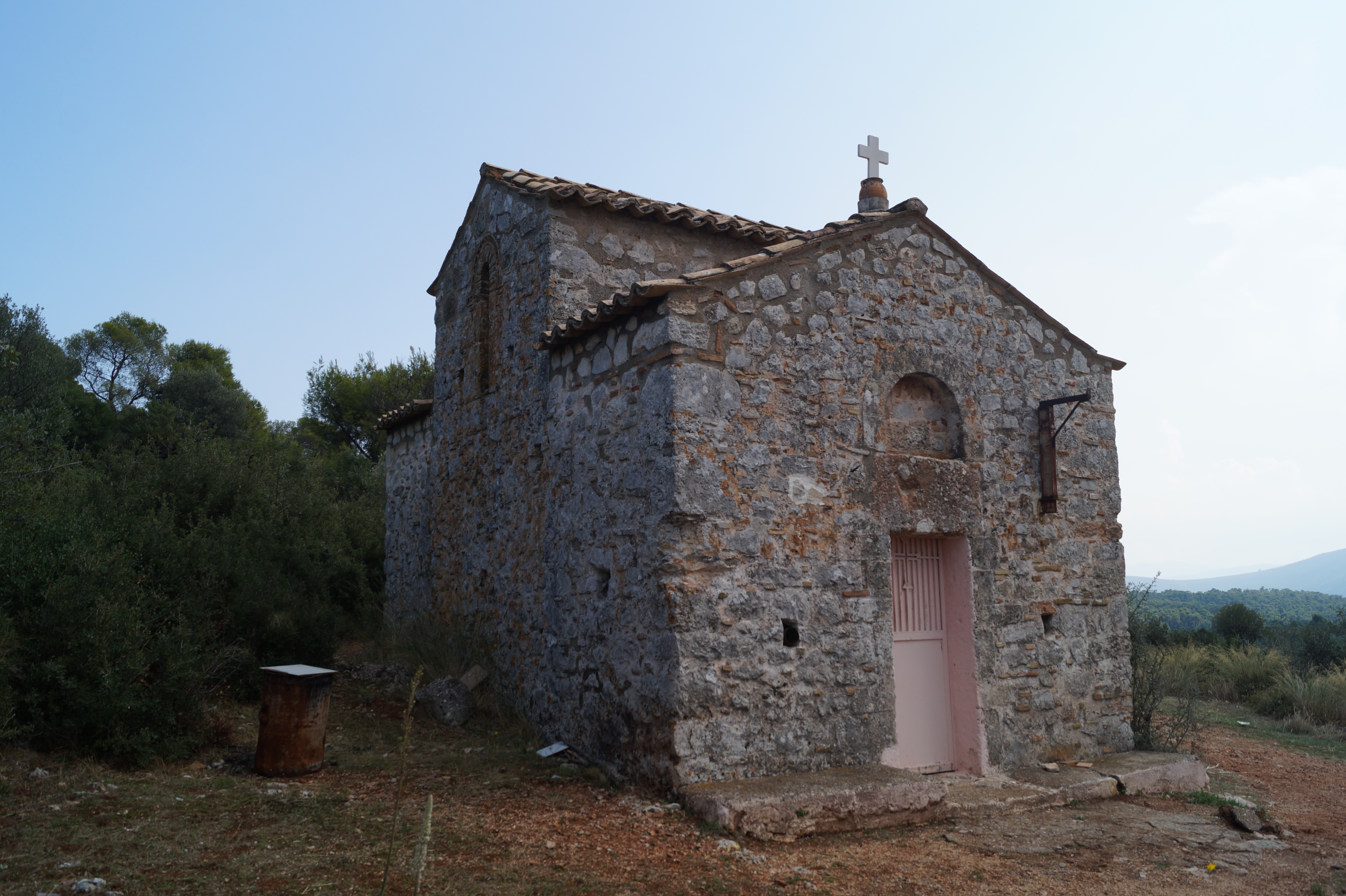
Blick von Nordwesten auf die Kirche

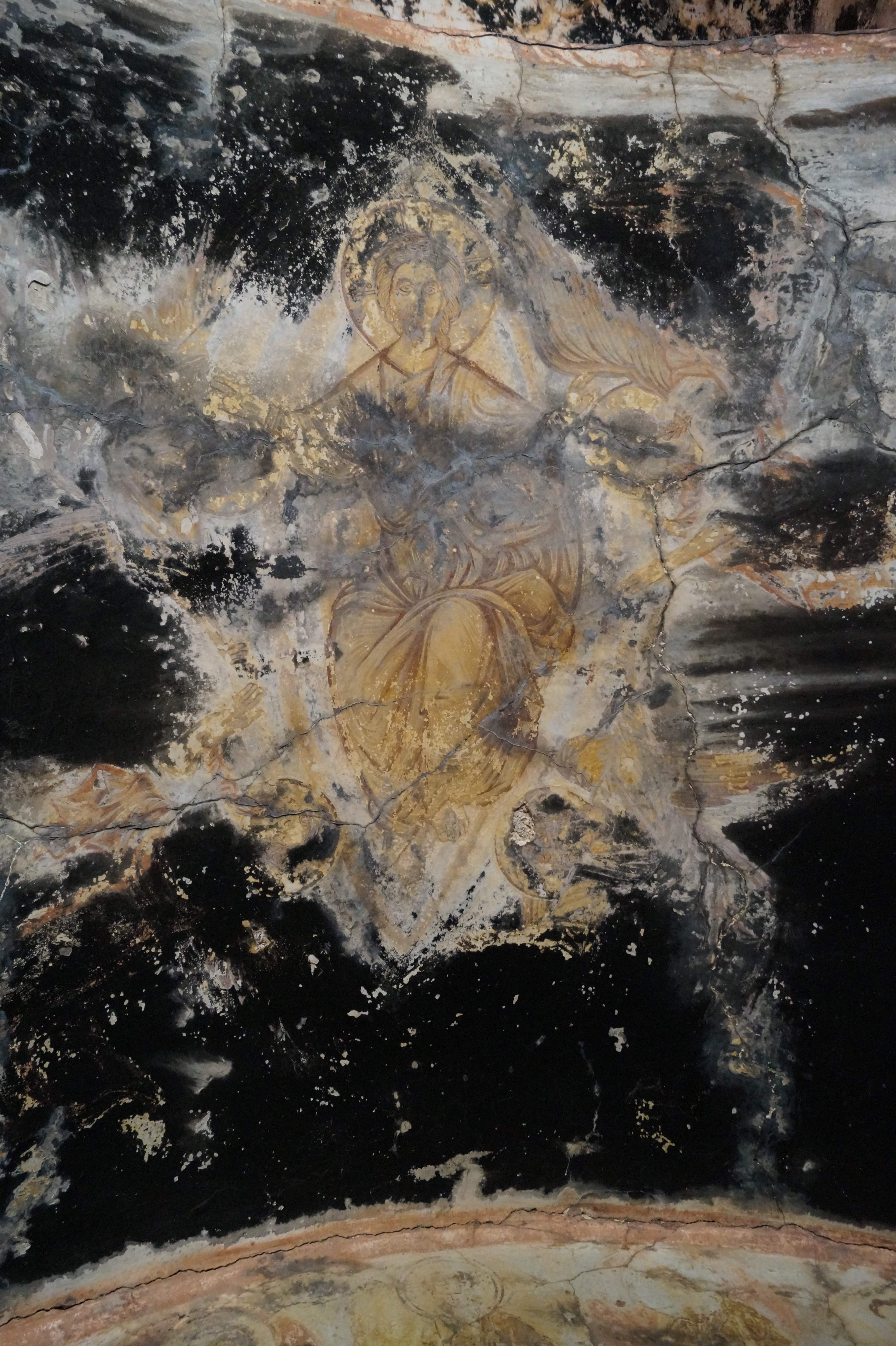
Fresken an der Decke des Chors

Agia Triada oder Naydrio Agia Triada (griechisch Ναΰδριο Αγίας Τριάδος = Saalkirche der Heiligen Dreifaltigkeit) heißt eine mittelbyzantinische Kirche auf der Hochebene von Larisi. Sie steht etwa drei Kilometer südöstlich des Ortes Sofiko am westlichen Fuß des Hügels Profitis Ilias auf einer Höhe von 360 m. Etwa 100 m südwestlich der Kirche verläuft die Straße von Agios Vlassis nach Korfos. Die Kirche wurde 1951 unter Denkmalschutz gestellt.

## Beschreibung
Naydrio Agia Triada ist eine einschiffige Kirche mit Transeptdach und Tonnengewölbe. Sie wurde aus grob behauenen Steinen errichtet. Zum Teil wurden auch rote Ziegel oder flache rote Steine mit Ziegeloptik verwendet. Sie hat einen rechteckigen Grundriss von 4,05 × 5,90 m. Die Kirche hat im Osten eine dreiseitige Apsis mit einteiligem Fenster. Das Besondere an diesem Fenster ist, dass der Bogen durch einen akkurat geschnittenen, monolithischen Stein gebildet wird. Die Steinumfassung ist von einer Zahnschnitt-Leiste umgeben.
Das südliche Fenster des Querschiffs ist ebenfalls einteilig. Der Bogen wurde aus Ziegeln und die Seiten aus Quadern gebaut. Etwa das obere Viertel des Fensters wurde von innen zugemauert. Um den Ziegelbogen verläuft eine Zahnschnitt-Leiste. Das nördliche Fenster ist wie das südliche gebaut, es ist jedoch von innen komplett verschlossen. Die Tür im Westen hat einen großen Steinquader als Türsturz mit monolithischem Überfangbogen.
Die Fresken an den Innenwände werden etwa in die Mitte des 13. Jahrhunderts datiert. Sie sind zwar noch großflächig erhalten, die Farben sind jedoch teilweise oxidiert und die Wände durch Ruß von Kerzen und Öllampen schwarz verfärbt. Der Altarraum ist durch eine moderne Ikonostase vom Naos abgetrennt. Die Kirche wird anhand der Fresken und dem Baustil an den Beginn des dritten Viertels des 13. Jahrhunderts datiert.
Etwa 300 m östlich bei der Kirche Profitis Ilias gab es früher eine Befestigungsanlage. Sie stammte vermutlich auch aus dem 13. Jahrhundert.